# Lac McSweeney
Pour les articles homonymes, voir McSweeney.
Le lac McSweeney est un plan d'eau douce situé dans la partie Centre-Est du réservoir Gouin, dans le territoire de la ville de La Tuque, dans la région administrative de la Mauricie, dans la province de Québec, au Canada.
Ce lac du milieu de la partie Centre-Est du réservoir Gouin chevauche les cantons de McSweeney, de Magnan, de Marmette et de Brochu.
Les activités récréotouristiques constituent la principale activité économique du secteur à cause de sa position stratégique pour la navigation, étant situé entre le lac Marmette, le lac Magnan et le lac Nevers.
Le bassin versant du lac McSweeney est desservi indirectement du côté Nord par la route 212 reliant le village d’Obedjiwan à la rive Est du réservoir Gouin ; cette route permet l’accès au lac Toussaint et aux diverses baies de la rive Nord-Est du réservoir Gouin. Quelques routes forestières secondaires ont été aménagées sur la rive Nord-Nord du réservoir Gouin pour la coupe forestière et les activités récréatives.
La surface du lac McSweeney est habituellement gelée de la mi-novembre à la fin avril, toutefois la circulation sécuritaire sur la glace se fait généralement du début décembre à la fin de mars. La gestion des eaux au barrage Gouin peut entrainer des variations significatives du niveau de l’eau particulièrement en fin de l’hiver où l’eau est abaissée en prévision de la fonte printanière.

## Géographie
Avant la fin de la construction du barrage La Loutre en 1916, créant ainsi le réservoir Gouin, le lac McSweeney avait une dimension plus restreinte. Après le deuxième rehaussement des eaux du réservoir Gouin en 1948 dû à l’aménagement du barrage Gouin, le lac McSweeney épousa sa forme actuelle.
Les principaux bassins versants voisins du lac McSweeney sont :
- côté nord : baie de la paire de Culottes, baie Eskwaskwakamak, lac Kawawiekamak, lac Mathieu (rivière Mathieu), lac Omina, rivière Pokotciminikew ;
- côté est : lac Fou (réservoir Gouin), lac Duchet, lac Magnan (réservoir Gouin), baie Verreau ;
- côté sud : Rivière Nemio, lac Mikisiw Amirikanan, baie Ganipi, baie Marmette Sud, lac Nevers (réservoir Gouin), lac Brochu (réservoir Gouin) ;
- côté ouest : lac Marmette (réservoir Gouin), lac Toussaint (réservoir Gouin), baie Kanatakompeak, baie Aiapew, lac Bourgeois (réservoir Gouin), baie Thibodeau, lac du Mâle (réservoir Gouin), passe Kapikakamicik ;
- côté Sud-Ouest : baie Kokotcew Onikam.

D’une longueur de 34,7 km et d’une largeur maximale de 6,7 km, le lac McSweeney est délimité du :
- côté Nord-Ouest (à partir du Sud) :
  - par une presqu’île (longueur : 13,9 km) remontant vers le Nord longeant plus ou moins la limite des cantons de Lemay et de Marmette ;
  - par un archipel des îles Kaoskiskanikak dont l’île la plus longue s’étire sur 2,5 km ;
  - par une grande île (longueur : 6,2 km) ;
  - par la passe Piripohonan, séparant l’île précédente avec l’île suivante ;
  - par une grande île difforme délimitant à son Sud-Ouest le lac Marmette (réservoir Gouin), à son côté Nord-Ouest par le lac Kawawiekamak et à son côté Est la passe de la Tête du Magnan ;
- côté Sud-Est (à partir du Nord) :
  - par une île (longueur : 3,3 km) formant la rive Est de la passe de la Tête du Magnan ;
  - par une seconde île (longueur : 21,4 km) comportant notamment la décharge du lac Duchet du lac Kamoskosoweskak ;
  - par une troisième île (longueur : 12,5 km) formant la rive Ouest du Lac Fou (longueur : 4,7 km (sens Nord-Sud) se terminant au Sud par un crochet orienté vers l’Est où il rejoint une baie du lac Nevers (réservoir Gouin) ;
  - par une presqu’île de la rive Est débutant à l’embouchure du lac Mikisiw Amirikanan, qui se prolonge vers le Nord-Est jusqu’à un détroit constituant l’entrée de la baie Marmette Sud ;
  - par une presqu’île comportant la décharge du lac Mikisiw Amirikanan lequel est alimenté par la rivière Wacekamiw ; ce dernier prend sa source au lac Lepage.
- côté Sud-Ouest : par la baie Ganipi (longueur : 8,7 km) alimenté au Sud notamment par la décharge du lac Kawacekamik et bordé à l’Est par une presqu’île qui la sépare du lac Mikisiw Amirikanan (côté Est de la baie).

L’embouchure du lac McSweeney est localisée au Sud du lac, soit à :
- 19,3 km au Nord-Ouest de la passe qui sépare la baie Marmette Sud et le lac Nevers (réservoir Gouin) ;
- 13,2 km à l’Est du centre du village de Obedjiwan ;
- 57,7 km au Nord-Ouest du barrage Gouin ;
- 108,3 km au Nord-Ouest du centre du village de Wemotaci (rive Nord de la rivière Saint-Maurice) ;
- 197 km au Nord-Ouest du centre-ville de La Tuque ;
- 303 km au Nord-Ouest de l’embouchure de la rivière Saint-Maurice (confluence avec le fleuve Saint-Laurent à Trois-Rivières)[2].

À partir de l’embouchure du lac McSweeney, le courant coule sur 75,1 km
vers le Sud-Est, jusqu’au barrage Gouin, selon les segments suivants :
- 25,7 km vers le Sud-Est en traversant la baie Marmette Sud ;
- 7,3 km vers le Nord, puis vers le Sud-Est en contournant l'île à la Croix, jusqu'à la passe Kanatawatciwok (près de l’île aux Femmes) ; cette passe relie le lac Nevers (réservoir Gouin) et le lac Brochu (réservoir Gouin) ;
- 41,1 km passant au Sud de l’île Kaminictikotanak et en contournant par le Nord une grande péninsule rattachée à la rive Sud du réservoir Gouin. Puis descendant dans le bras Sud-Est du lac Brochu (réservoir Gouin) ; et vers l’Est dans la baie Kikendatch jusqu’au barrage Gouin.

À partir de ce barrage, le courant emprunte la rivière Saint-Maurice jusqu’à Trois-Rivières où il se déverse sur la rive Nord du fleuve Saint-Laurent.

## Toponymie
Le lac, qui est une partie du réservoir Gouin, doit son nom car il est la plus grande étendue d'eau du canton de McSweeney. Le nom apparait sur une carte en 1940. Quant au canton, il doit son nom, comme pour les cantons voisins de Magnan, Toussaint et Lacasse, à un ancien professeur de l'école normale Laval de Québec. Daniel McSweeney a fait carrière comme professeur à l'école normale Laval entre 1864 à 1887. Il avait épousé Brigit O'Byrne en 1857 à Québec. 
Le lac a aussi connu sous le nom de baie Marmette Nord.